# Ruta CH-181
La ruta CH-181 (denominada oficialmente «Cruce Longitudinal (Victoria) - Curacautín - Túnel Las Raíces - Paso Pino Hachado») es una carretera del sur de Chile, que une en forma terrestre Chile y Argentina. La ruta se encuentra ubicada en la Región de La Araucanía, iniciándose en la ciudad de Victoria y finaliza en el tramo chileno, en el Paso Fronterizo Pino Hachado, a 1885 m s. n. m. La carretera continúa en Argentina como la Ruta Nacional 242. Parte de su trazado comprende el Proyecto Turístico Ruta Interlagos.
A unos 80 kilómetros del Paso de Pino Hachado, por el lado chileno, se cruza el famoso Túnel Las Raíces. Construido en 1939 como un túnel ferroviario de una sola vía, hoy conecta las localidades de Curacautín y Lonquimay, a unos 1.100 metros de altura. El Túnel Las Raíces, posee 4,5 kilómetros de longitud, es el número 162 de entre los túneles más largos del mundo y en su momento llegó a ser considerado el túnel ferroviario más largo de toda América. Al oriente del túnel, la ruta 181 bordea consecutivamente los ríos Lonquimay, Biobío y Liucura, y la reserva nacional Alto Biobío.

## Hitos
- kilómetro 0 Autopista de la Araucanía.
- kilómetro 55 Ingreso a Curacautín
- kilómetro 86 Malalcahuello
- kilómetros 93-97 Túnel Las Raíces
- kilómetro 117 Ingreso a Lonquimay
- kilómetro 139 Puente sobre el río Biobío
- kilómetro 158 Sector Liucura y cruce a Icalma.
- kilómetro 179 Paso Fronterizo Pino Hachado.

## Cobro de peajes
- ' Oriente-Poniente Túnel Las Raíces.

## Aduanas
- Complejo Fronterizo Pino Hachado Emplazado entre extensos bosques a 1280 metros.
- Documentos Aduanas Chile, Servicio Agrícola Ganadero, Policía de Investigaciones y Carabineros en Liucura.
- Horario El Horario de Atención es:
  - Invierno (15 de mayo–1 de septiembre): 8 a 20 horas.
  - Verano (2 de septiembre–14 de mayo): 8 a 21 horas.

Se deben utilizar cadenas en nevadas, por lo cual se producen cierres eventuales en invierno.

## Sectores de la Ruta
- Victoria·Paso Fronterizo Pino Hachado Carretera pavimentada.
- Sierra Nevada Túnel Las Raíces.
- Piedras Blancas Cuesta Piedras Blancas.